# جان گریسون (ورزشکار)
جان گریسون (انگلیسی: John Garrison; ۱۳ فوریهٔ ۱۹۰۹ – ۱۳ مهٔ ۱۹۸۸) بازیکن هاکی روی یخ اهل ایالات متحده آمریکا بود.